# Solar and Heliospheric Observatory
 For alternative betydninger, se Soho (flertydig). (Se også artikler, som begynder med Soho)
Solar and Heliospheric Observatory (SOHO) er et rumfartøj som blev opskudt fra en Atlas II-raket 2. december 1995 for at studere Solen, og begyndte normal drift i maj i 1996. Det er et samarbejdsprojekt mellem European Space Agency (ESA) og NASA. 
Missionen var opprindelig planlagt til at gå over to år, men SOHO er fortsat operativ efter mere end fjorten år i rummet. I tillæg til den videnskabelige mission, er den for tiden hovedkilden til nær-sandtids soldata for at forudse vejret i rummet. 
SOHO er et af to rumfartøjer, som for øjeblikket befinder sig i nærheden af L1-punktet mellem jorden og solen. Det andet er Advanced Composition Explorer (ACE). Ved L1-punktet, som ligger ca. 0,99 AU fra solen og 0,01 AU fra jorden, er den balance mellem solens og jordens tiltrækningskraft.
- Wikimedia Commons har flere filer relateret til Solar and Heliospheric Observatory